# Stazione di Yasu
La stazione di Yasu (野洲駅?, Yasu-eki) è una stazione ferroviaria della città di Yasu, nella prefettura di Shiga in Giappone. La stazione è gestita dalla JR West e serve la linea Biwako (parte della linea principale Tōkaidō).

## Struttura
La stazione è costituita da una piattaforma laterale e da una a isola centrale con 3 binari totali in superficie al livello del terreno. Per quanto riguarda il traffico, per tutto il giorno alla stazione fermano circa 7 treni all'ora, di cui 3 terminanti in questa stazione provenendo da Osaka.
| 1 | ■ Linea JR Biwako | per Kusatsu, Kyoto e Ōsaka                                                   |
| 2 | ■ Linea JR Biwako | per Kusatsu, Kyoto e Ōsaka Alcuni treni partono/terminano in questa stazione |
| 2 | ■ Linea JR Biwako | per Maibara, Nagahama e Ōgaki                                                |
| 3 | ■ Linea JR Biwako | per Maibara, Nagahama e Ōgaki                                                |

## Stazioni adiacenti
| «                                          | Servizio                                   | »                                          |
| Linea principale Tōkaidō (Linea JR Biwako) | Linea principale Tōkaidō (Linea JR Biwako) | Linea principale Tōkaidō (Linea JR Biwako) |
| ------------------------------------------ | ------------------------------------------ | ------------------------------------------ |
| Shinohara                                  | Locale                                     | Moriyama                                   |
| Ōmi-Hachiman                               | Rapido Speciale                            | Moriyama                                   |